# Siedlungsarchäologie

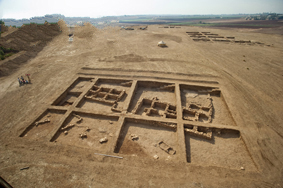
Die spätneolithische Siedlung von Shir, Siedlungsstrukturen (Nordostareal)

Die Siedlungsarchäologie ist ein Teilgebiet der modernen Archäologie.
Sie untersucht frühere Siedlungen und Wüstungen, Haus- und Siedlungsformen und die frühgeschichtliche Besiedlung ganzer Regionen. Dazu werden die Formen, Funktionen und Entwicklungen einzelner Habitate und des Siedlungswesens mittels archäologischer Prospektionen und Ausgrabungen erforscht. Die heutige historisch-genetische Siedlungsarchäologie hat sich in enger Zusammenarbeit mit Siedlungsgeschichte und Siedlungsgeographie entwickelt. So werden Siedlungsabfolgen von mehreren Jahrhunderten oder Jahrtausenden an einzelnen Plätzen erforscht. Es können Veränderungen und gleichbleibende Elemente untersucht werden und mit anderen erforschten Siedlungen verglichen werden. Angewandt werden siedlungsarchäologische Methoden, die sich unter anderem der streng naturwissenschaftlichen Archäobotanik und -zoologie oder der Phosphatanalyse zur Klärung siedlungsarchäologischer Fragen bedienen, meist im Bereich der Ur- und Frühgeschichte.

## Siedlungsarchäologie als völkische Archäologie
Der Begriff der Siedlungsarchäologie bezeichnete zunächst eine Forschungsrichtung, deren wichtigster Vertreter der völkische Wissenschaftler Gustaf Kossinna war, der ab 1887 seine „siedlungsarchäologische Methode“ entwickelte. Über Typen und deren Vergesellschaftungen wurden von Kossinna und seinen Schülern Kulturen, Kulturprovinzen und letztendlich Siedlungsräume ethnischer Gruppen erschlossen. Diese Gleichsetzung von „archäologischer Kultur“, Ethnie und Rasse führte vor allem während der nationalsozialistischen Herrschaft zu einer folgenschweren und bedenklichen Verquickung der archäologischen Forschung mit der völkisch-rassistischen Ideologie. Ein Kernsatz Kossinas Lehre war „Scharf umgrenzte archäologische Kulturprovinzen decken sich zu allen Zeiten mit ganz bestimmten Völkern oder Völkerstämmen“. Auf die Frage nach der „ethnischen Deutung“ prähistorischer Funde wurden Antworten durch die Verknüpfung von „archäologischen“ mit „historischen“ Methoden gesucht. Kossinna nannte als Grundlage seiner „siedlungsarchäologischen Methode“, dass sie „sich des Analogieschlußes [bedient], insofern sie die Erhellung uralter, dunkler Zeiten durch Rückschlüsse aus der klaren Gegenwart oder aus zwar ebenfalls noch alten, jedoch durch reiche Überlieferung ausgezeichneten Epochen vornimmt. Sie erhellt vorgeschichtliche Zeiten durch solche, die in geschichtlichem Lichte stehen“. In der Nachkriegszeit wurde dann das empirische Sammeln von Fakten und deren chronologisch-räumliche Ordnung zum wichtigsten Forschungsziel erklärt, womit die endgültigen Weichen für die heutige deutsche Archäologie gestellt wurden. Theoretische Ansätze traten in den Hintergrund.

## Die moderne Siedlungsarchäologie
Seit den 1920er Jahren entstanden jedoch zunehmend auch Arbeiten, in denen einzelne Regionen archäologisch bearbeitet wurden. Zugleich wurde mehr Wert auf die Untersuchung der Siedlungen selbst gelegt. Zu dieser Pionierphase der modernen Siedlungsarchäologie gehörten Forscher wie Gerhard Bersu, Hermann Stoll, Robert Rudolf Schmidt, die vor allem in Süddeutschland tätig waren. Bei den Grabungen am Federsee etwa wurden schon früh die Naturwissenschaften eingebunden (Pollenanalyse, Moorgeologie und Geomorphologie, Dendrochronologie, C14-Datierung, Archäozoologie und Archäobotanik, Paläoklimatologie, Materialforschung usw.). Allerdings zeigte sich hier vor allem im Dritten Reich unter der Leitung von Hans Reinerth auch der ideologische Missbrauch dieser Disziplin besonders deutlich. Wichtige Impulse für die Etablierung und methodische Definition kamen schließlich jedoch vor allem aus dem Norden: Die Grabungen in Haithabu sowie die Untersuchungen von Wurten an der Nordseeküste wie z. B. der Feddersen Wierde durch Werner Haarnagel wurden hier prägend.
Mit der Formulierung dieser Neudefinition der Siedlungsarchäologie ist der Name Herbert Jankuhn verbunden, der im Nationalsozialismus selbst Anhänger der siedlungsarchäologischen Methode Kossinnas war und Weltanschauung und Wissenschaft eng verbunden hatte.

### Siedlungen und Klassifikationsmerkmale
Die materiellen Überreste der einzelnen menschlichen Siedlungstätigkeiten sind wichtige Quellen die in der Archäologie eine eigene Quellengruppe bilden, so u. a. Herbert Jankuhn (1977).
Um die Vielfalt menschlichen Siedelns und Wohnens einzuordnen, wurden Klassifikationen entwickelt. Zunächst bezieht sich im Allgemeinen der Begriff der „Siedlung“ auf sesshafte (sessile bzw. auch semisessile) Lebensformen einzelner Menschen bzw. Menschengruppen. Dabei wird das Wohnen auch zu einer Form der sozialen Interaktion, wohnen findet in Nachbarschaften zu anderen Menschen statt. Der Standort der Wohnung wird prägend für die Einbettung in soziale Beziehungsnetze. Die gängige Klassifikation orientiert sich an vier Punkten:
- topographische Situation;
- an der Form;
- an der Funktion;
- an ihrer Bauweise.

Mit dem Klassifikationspunkt „Topographie“  wird etwa differenziert zwischen Siedlungen im Flachland bzw. Ebene, flussnah oder -fern, Siedlungen im Hügelland etc. Durch die Kriterien „Form“ und „Funktion“ kann der Bauplan einer Siedlung und der in ihr intendierten Nutzung erfasst werden. So zeigen diese Punkt auf, ob es sich um temporäre (etwa semisessile) oder permanente Ansiedlungen handelte. Desgleichen kann zwischen befestigten und unbefestigten Siedlungen unterschieden werden. Mit dem vierten Klassifikationspunkt werden die einzelnen Baustrukturen nach Bauform und -konstruktion erfasst; er ermöglicht Aussagen hinsichtlich ihrer Anordnung und der Binnengliederung der Bauten etc. Ferner wird das verwendete Baumaterial, einschließlich seiner Gewinnung, Produktion, Aufbereitung und Verarbeitung berücksichtigt.
Zur Erfassung und Analyse des Siedlungswesens können drei große Bereiche unterschieden werden:
- Naturräumlicher Kontext (etwa Oberflächenform, Wasserhaushalt, Bodenarten, Vegetation, Tierwelt, allgemeine ökologische Bedingungen)
- innere Struktur (so die räumliche Anlage der Siedlung, Einzelelemente im Siedlungsganzen, innere Organisation der Einzelelemente)
- äußere Struktur (Einbettung in Besiedlungsnetze, Siedlungsmuster, -hierarchien, Bestattungsplätze, Wirtschaftsflächen, Rohstofflager).

## Neuere Tendenzen
In jüngerer Zeit geht der Blick zunehmend über die einzelne Siedlung hinaus und es werden Landschaften und Räume analysiert, zumeist unter Anwendung von Geo-Informationssystemen (GIS). Teilweise wird daher heute der Begriff der Landschaftsarchäologie bevorzugt. Die in der Siedlungsarchäologie seit langem eher große Rolle der Naturwissenschaften hat sich in jüngerer Zeit weiter gesteigert, zur Geographie, Geologie, Zoologie, Botanik und Anthropologie tritt in jüngerer Zeit verstärkt auch die Bodenkunde, was sich beispielsweise in der Fachrichtung der Geoarchäologie niederschlägt.

## Primärliteratur
- Gustaf Kossinna: Die Herkunft der Germanen. Zur Methode der Siedlungsarchäologie. Kabitzsch, Würzburg 1911.
- Herbert Jankuhn: Einführung in die Siedlungsarchäologie, Berlin/New York 1977.